# Ràmenskoie
Ràmenskoie (rus: Ра́менское, pronunciació: ramʲɪnskəjə) és una ciutat i el centre administratiu del districte de Ramenski a l'oblast de Moscou, Rússia, situada  46 km al sud-est de Moscou.

## Etimologia
El nom de la ciutat deriva d'una paraula eslava antiga раменье (ramenye), que significa a la vora del bosc.

## Població
Població: 114,537 habitants (Cens 2021)  96,317 (Cens 2010)  82,074 (Cens 2002)  87,666 (cens soviètic de 1989)  69.000 (1974); 28.000 (1939).

## Història

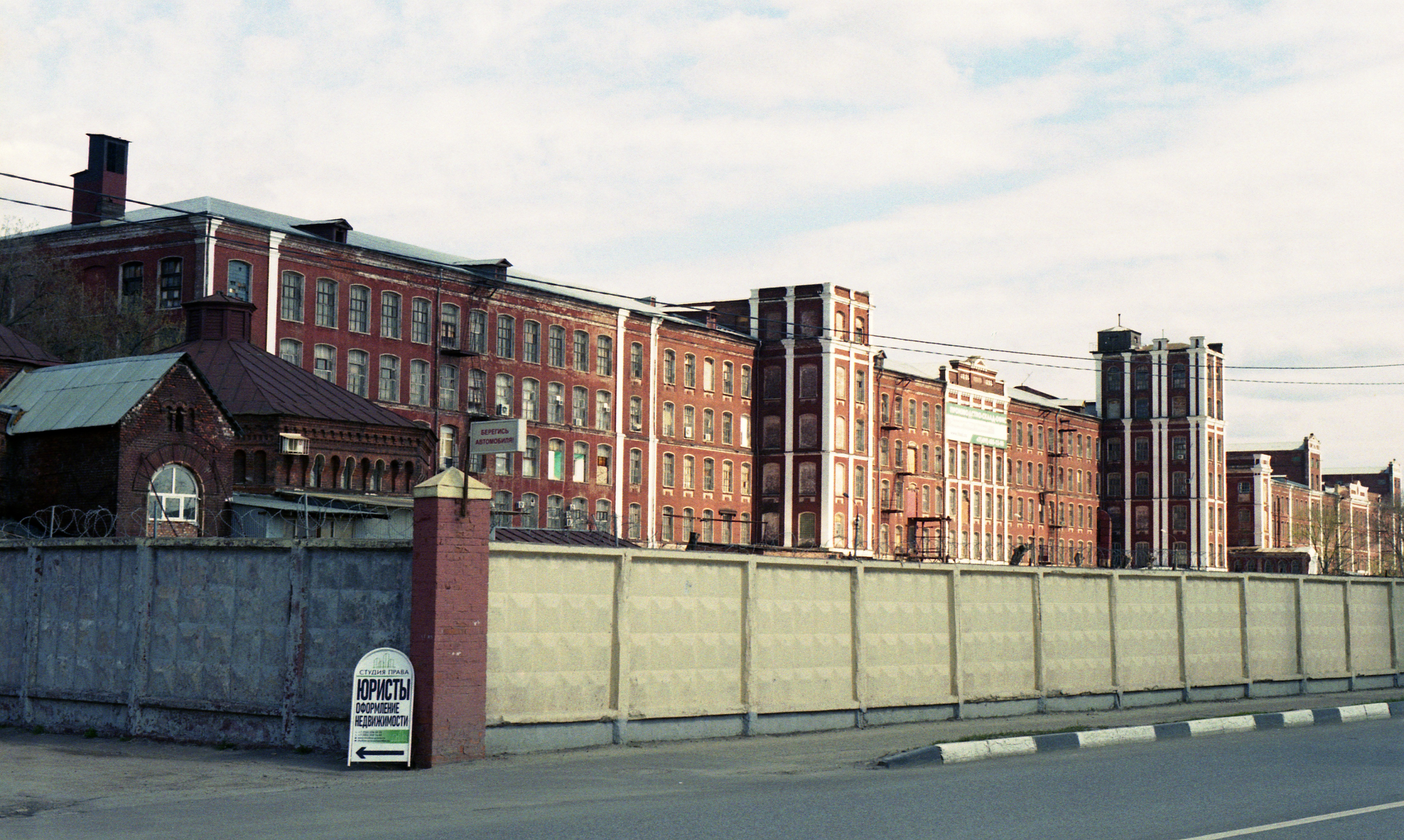
Edifici principal de la fàbrica tèxtil Ràmenskoie

La zona on actualment es troba la ciutat va ser esmentada per primera vegada l'any 1328. El comte Platon Musin-Puixkin va construir aquí una església de pedra entre 1725 i 1730. A la dècada de 1770, el selo de Novo-Troitskoie (Rus: Ново-Троицкое ) es va establir aquí; el seu nom més tard va canviar a Ràmenskoie. El 1831, es va fundar una fàbrica tèxtil a Ramenskoye i, a la segona meitat del segle xix, s'havia convertit en una de les empreses més grans de l'Imperi Rus. El 15 de març de 1926, Ràmenskoie va rebre l'estatus de ciutat.

### Guerra russo-ucraïnesa
La nit del 9 de setembre de 2024, durant un atac de drons ucraïnesos a gran escala a l'oest de Rússia. un dron ucraïnès es va estavellar contra un edifici d'apartaments a Ràmenskoie, matant 1 persona i ferint-ne 3, segons el governador de la província de Moscou, Andrei Vorobiov.

## Estatut administratiu i municipal
En el marc de les divisions administratives, Ràmenskoie serveix com a centre administratiu del districte de Ramenski. Com a divisió administrativa, juntament amb el poble de Dergayevo s'incorpora al districte de Ramenski com la ciutat de Ràmenskoie. Com a divisió municipal, la ciutat de Ràmenskoie s'incorpora al districte municipal de Ramenski com a assentament urbà de Ràmenskoie.

## Transport
L’aeroport de Zhukovski dóna servei al Institut Grómov de Recerca Aeronàutica.